# Heteronyx tridentatus
Heteronyx tridentatus är en skalbaggsart som beskrevs av Lea 1924. Heteronyx tridentatus ingår i släktet Heteronyx och familjen Melolonthidae. Inga underarter finns listade i Catalogue of Life.